# Bulls (Neuseeland)
Bulls ist ein Ort im Rangitikei District der Region Manawatū-Whanganui auf der Nordinsel von Neuseeland.

## Namensherkunft
Die Stadt ist nach James Bull benannt, der den Ort gründete und dem auch der erste Gemischtwarenladen der Stadt gehörte. Ursprünglich hieß der Ort Bull Town, wurde dann in Clifton umbenannt und schließlich auf Drängen von Sir William Fox, zweiter Premierminister Neuseelands Ende des 19. Jahrhunderts, wieder in Bulls umbenannt.

## Geographie
Der Ort liegt rund 28 km nordwestlich von Palmerston North am Schnittpunkt der beiden New Zealand State Highways 1 und 3.

## Geschichte
Die frühere Brücke von Bulls überspannte südöstlich der Bucht den Rangitīkei River. Sie brach 1973 plötzlich zusammen, ohne Todesopfer zu verlangen.

## Bevölkerung
Beim Zensus im Jahr 2013 zählte der Ort 1515 Einwohner, 8,8 % weniger als zum Zensus des Jahres 2006.
Viele der Flieger der nahegelegenen Basis der Royal New Zealand Air Force in Ohakea wohnen in Bulls.

## Persönlichkeiten
- Chris Amon (1943–2016), Autorennfahrer, wurde in Bulls geboren und besitzt eine Farm in dem Ort.